# Finale du Championnat d'Europe de football 1972
Cet article présente la finale du championnat d'Europe 1972 opposant l'Allemagne de l'Ouest à l'Union soviétique. L'équipe allemande, qui participe pour la première fois à la phase finale, remporte son premier titre continental. C'est la troisième finale disputée par les Soviétiques, vainqueurs de la première édition en 1960. Par ailleurs, l'URSS participe pour la quatrième fois consécutive à la phase finale.

## Avant-finale
Quatre équipes se retrouvent en Belgique pour le tournoi final. En demi-finales, l'Allemagne de l'Ouest élimine les Belges, hôtes de la compétition, à Anvers (2-1), tandis que l'URSS se défait de la Hongrie à Bruxelles (1-0).
Les deux équipes se retrouvent en finale moins d'un mois après s'être affrontées en match amical le 26 mai 1972 à Munich, pour une victoire sans appel (4-1) des Allemands, avec un quadruplé de Gerd Müller.

## Finale

### Résumé du match
La première mi-temps est marquée par une domination sans partage de l'équipe ouest-allemande, qui submerge les Soviétiques par un jeu dynamique et vertical. Le capitaine Franz Beckenbauer, depuis sa position de libéro, et Günter Netzer, au poste de meneur de jeu, dictent le tempo du match. Les ailiers Jupp Heynckes et Erwin Kremers dominent largement sur les flancs et alimentent en centres dangereux l'avant-centre Gerd Müller, qui offre de nombreuses opportunités d'ouvertures et libère des espaces pour les montées offensives des deux intérieurs, Herbert Wimmer et Uli Hoeneß.
Après plusieurs occasions dangereuses sur les cages soviétiques, cette domination ouest-allemande se concrétise à la 27e minute : sur une remontée de balle de Beckenbauer, sans aucune opposition adverse, Müller est servi dos au but, et remise pour Netzer, à l'entrée de la surface. La reprise de volée du numéro dix s'écrase sur la barre, le ballon revient sur Heynckes qui frappe à son tour, le gardien soviétique Yevhen Roudakov plonge pour détourner la balle, mais Müller avait suivi et marque dans le but vide, en renard des surfaces.
La fin de la première mi-temps et le début de la seconde voient les Allemands maintenir leur écrasante domination. Oleg Dolmatov remplace Anatoli Konkov à la pause côté soviétique, avec pour objectif de mettre de l'impact physique dans un milieu de terrain complètement dominé par la Mannschaft. L'équipe d'URSS tente de se porter à l'attaque, mais ne parvient pas à trouver ses attaquants, muselés par la défense adverse, et s'enferme dans une possession stérile. L'attaquant Anatoli Banitchevski, marqué de près par le redoutable arrière Hans-Georg Schwarzenbeck, se procure ainsi très peu d'occasions.
Les Ouest-Allemands, de leur côté, reculent d'un cran et gèrent leur avantage au score, exploitant à chaque contre-attaque l'explosivité et la vitesse de leurs joueurs offensifs, et ne tardent pas à accentuer l'écart : à la 52e minute, Heynckes, à gauche de la surface, met la balle dans la course de Wimmer, arrivé lancé, et qui place une frappe décroisée dans le petit filet droit, le gardien Roudakov ne parvenant qu'à effleurer le ballon. Peu après, à la 58e minute, une nouvelle contre-attaque ouest-allemande voit le défenseur Schwarzenbeck effectuer une percée balle au pied. Il s'appuie sur Müller, qui joue avec Heynckes en pivot. Schwarzenbeck ne parvient pas à reprendre la passe en profondeur de son coéquipier, mais Müller avait suivi et signe un doublé qui scelle la victoire allemande. "Der Bomber" confirme également son statut de meilleur buteur de la compétition avec quatre réalisations en phase finale, qui s'ajoutent à ses sept buts marqués durant les qualifications,.
La fin de match, qui voit les Soviétiques tenir le ballon sans parvenir à se montrer dangereux, est marquée par l'envahissement du terrain par des supporters ouest-allemands à quelques minutes du terme de la rencontre. L'arbitre autrichien Ferdinand Marschall interrompt le jeu quelques instants, mais la police belge est bientôt dépassée par le flot des spectateurs qui s'agglutinent au bord du terrain pour assister aux dernières minutes. Devant l'impossibilité de dégager complètement la pelouse, le match reprend malgré tout, l'arbitre tolérant la présence des supporters tant qu'ils ne perturbent pas le jeu. Au coup de sifflet final, les spectateurs se ruent sur la pelouse, et la sortie des joueurs doit être encadrée par la police.

### Feuille de match
| 18 juin 1972                     | Allemagne de l'Ouest         | 3 - 0   | Union soviétique | Stade du Heysel, Bruxelles                           |                                                      |
| 16 h · Historique des rencontres | Müller 27e, 53e · Wimmer 52e | (1 - 0) |                  | Spectateurs : 50 000 Arbitrage : Ferdinand Marschall | Spectateurs : 50 000 Arbitrage : Ferdinand Marschall |
| 16 h · Historique des rencontres | Rapport                      |         |                  | Spectateurs : 50 000 Arbitrage : Ferdinand Marschall | Spectateurs : 50 000 Arbitrage : Ferdinand Marschall |

| Allemagne de l'Ouest | Union soviétique |

| Allemagne de l'Ouest : |    |                          |
|                        |    |                          |
| Gardien de but         | 1  | Sepp Maier               |
|                        | 5  | Franz Beckenbauer        |
|                        | 2  | Horst-Dieter Höttges     |
|                        | 4  | Hans-Georg Schwarzenbeck |
|                        | 3  | Paul Breitner            |
|                        | 6  | Herbert Wimmer           |
|                        | 8  | Uli Hoeneß               |
|                        | 10 | Günter Netzer            |
|                        | 9  | Jupp Heynckes            |
|                        | 13 | Gerd Müller              |
|                        | 11 | Erwin Kremers            |
| Sélectionneur :        |    |                          |
| Helmut Schön           |    |                          |

| Union soviétique :  |    |                       |        |
|                     |    |                       |        |
| Gardien de but      | 1  | Yevhen Rudakov        |        |
|                     | 2  | Revaz Dzodzouachvili  |        |
|                     | 3  | Murtaz Khurtsilava    | Averti |
|                     | 12 | Vladimir Kaplitchny   | Averti |
|                     | 13 | Yuri Istomin          |        |
|                     | 6  | Viktor Kolotov        |        |
|                     | 7  | Vladimir Trochkine    |        |
|                     | 14 | Anatoli Konkov        | 46e    |
|                     | 8  | Anatoli Baïdatchnyi   |        |
|                     | 9  | Anatoli Banichevski   | 66e    |
|                     | 18 | Volodymyr Onyshchenko |        |
| Remplaçants :       |    |                       |        |
|                     | 15 | Oleg Dolmatov         | 46e    |
|                     | 11 | Eduard Kozynkevych    | 66e    |
| Sélectionneur :     |    |                       |        |
| Aleksandr Ponomarev |    |                       |        |

## Autour du match
La sélection de Helmut Schön, souvent considérée comme la meilleure équipe allemande du siècle, place sept joueurs dans l'équipe type d'une compétition qu'elle aura survolée de bout en bout. On y retrouve notamment Gerd "Bomber" Müller, meilleur buteur et désigné "joueur clé" du tournoi par l'UEFA, ainsi que le futur Ballon d'or 1972 Franz Beckenbauer. Ils sont d'ailleurs trois champions d'Europe à se partager les trois premières places du classement cette année-là, le "Kaizer" étant suivi par son coéquipier bavarois Gerd Müller, et par Günter Netzer, également nommé footballeur allemand de l'année 1972. L'ossature de cette équipe, qui sera également sacrée championne du monde deux ans plus tard, est constituée par les joueurs des deux grands clubs ouest-allemands de l'époque, dominant la Bundesliga et les coupes d'Europe durant cette période : le Bayern Munich (dont six joueurs sont alignés durant la finale) et le Borussia Mönchengladbach (trois joueurs).